# 硼氢化钍
硼氢化钍是一种无机化合物，为易挥发的白色固体 ，化学式为Th(BH4)4，有放射性。

## 物理性质
硼氢化钍为易挥发、易升华的白色固体，蒸汽压为(0.05/130)mmHg/℃。易溶于四氢呋喃，不溶于苯。

## 化学性质
硼氢化钍在20℃较稳定，性质类似于盐类化合物，与相应的钠、钾化合物类似。它可以形成一系列的加合物，如Th(BH4)4(PMe3)2等。

## 制备
1949年，H.R. Hoekstra等人采用类似于硼氢化铀(IV)的制备方法，以无水四氟化钍和过量硼氢化铝为原料，制备硼氢化钍：
ThF4 + 2 Al(BH4)3 → Th(BH4)4 + 2 Al(BH4)F2
该反应在室温即可进行。待反应结束后，将反应管加热到150℃保持数小时，抽取并测定未反应的硼氢化铝，最后得到硼氢化钍。
1962年，J. Lawrence等人用硅烷和四烷氧基硼化钍为原料，在氨水、胺和醚等惰性溶剂中制备出硼氢化钍，方程式如下：
Th[B(OR)4]4 + SiH4 → Th(BH4)4 + 4 Si(OR)4

## 用途
硼氢化钍可以用来储存氢气。